# Équipe d'Israël de Fed Cup
L'équipe d'Israël de Fed Cup est l’équipe qui représente  Israël lors de la compétition de tennis féminin par équipe nationale appelée Fed Cup (ou « Coupe de la Fédération » entre 1963 et 1994).
Elle est constituée d'une sélection des meilleures joueuses de tennis israéliennes du moment sous l’égide de la Fédération israélienne de tennis.

## Résultats par année

### 1970 - 1979
- 1970 (5 tours, 22 équipes) : pour sa première participation,  Israël déclare forfait au 1er tour contre la Nouvelle-Zélande.
- 1971 :  Israël ne participe pas à cette édition organisée à Perth.
- 1972 (5 tours, 31 équipes) :  Israël s'incline au 1er tour contre le Canada.
- 1973 :  Israël ne participe pas à cette édition organisée à Bad Homburg.
- 1974 (5 tours, 29 équipes) : après une victoire au 1er tour contre l’Indonésie,  Israël s'incline au 2e tour contre l’Italie.
- 1975 (5 tours, 31 équipes) :  Israël s'incline au 1er tour contre la Belgique.
- 1976 (5 tours, 32 équipes) :  Israël s'incline au 1er tour contre les États-Unis.
- 1977 (5 tours, 32 équipes) : après une victoire au 1er tour par forfait de l’Inde,  Israël s'incline au 2e tour contre les Pays-Bas.
- 1978 (5 tours, 32 équipes) :  Israël s'incline au 1er tour contre le Japon.
- 1979 (5 tours, 32 équipes) :  Israël s'incline au 1er tour contre la Suède.

### 1980 - 1989
- 1980 (5 tours, 32 équipes) :  Israël s'incline au 1er tour contre la Grande-Bretagne.
- 1981 (5 tours, 32 équipes) : après une victoire au 1er tour contre l’Indonésie,  Israël s'incline au 2e tour contre la Roumanie.
- 1982 (5 tours, 32 équipes) : après une victoire au 1er tour contre l’Autriche,  Israël s'incline au 2e tour contre la Grande-Bretagne.
- 1983 (qualifications + 5 tours, 39 équipes) : après une victoire en qualifications contre  Taïwan,  Israël s'incline au 1er tour contre le Brésil.
- 1984 (qualifications + 5 tours, 36 équipes) : après une victoire au 1er tour contre le Pérou,  Israël s'incline au 2e tour contre la Yougoslavie.
- 1985 :  Israël ne participe pas à cette édition organisée à Nagoya.
- 1986 (qualifications + 5 tours, 42 équipes) :  Israël s'incline en qualifications contre la Chine.
- 1987 (qualifications + 5 tours, 42 équipes) : après une victoire en qualifications contre le Zimbabwe,  Israël s'incline au 1er tour contre l’URSS.
- 1988 (qualifications + 5 tours, 36 équipes) :  Israël s'incline au 1er tour contre l’Australie.
- 1989 (qualifications + 5 tours, 40 équipes) :  Israël s'incline en qualifications contre la Corée du Sud.

### 1990 - 1999
- 1990 (qualifications + 5 tours, 44 équipes) : après une victoire en qualifications contre l’Irlande et le Danemark au 1er tour,  Israël s'incline au 2e tour contre l’Espagne.
- 1991 (qualifications + 5 tours + barrages, 56 équipes) : après une victoire au 1er tour des qualifications contre la Corée du Sud et le Venezuela au 2e tour des qualifications,  Israël s'incline au 1er tour du groupe mondial contre l’Italie.  En play-offs,  Israël l'emporte contre la Nouvelle-Zélande.

- 1992 (5 tours + barrages, 32 équipes) : après une défaite au 1er tour contre la Pologne,  Israël s'incline en play-offs contre la Suisse.
- 1993 (5 tours + barrages, 32 équipes) : après une défaite au 1er tour contre l’Italie,  Israël s'incline en play-offs contre l’Afrique du Sud.
- 1994 :  Israël ne participe pas à cette édition organisée à Francfort.

La compétition change de format à compter de 1995 : la Coupe de la Fédération devient Fed Cup.
- 1995 - 1996 - 1997 - 1998 - 1999 :  Israël concourt dans les compétitions par zones géographiques.

### 2000 - 2009
- 2000 :  Israël concourt dans les compétitions par zones géographiques.
- 2001 (2 tours + round robin + finale, 16 équipes + play-offs) :  Israël s'incline en play-offs I contre la Hongrie.
- 2002 (4 tours, 16 équipes + play-offs) :  Israël s'incline en play-offs I contre les États-Unis.
- 2003 (4 tours, 16 équipes + play-offs) :  Israël s'incline en play-offs I contre la Suisse.
- 2004 - 2005 :  Israël concourt dans les compétitions par zones géographiques.
- 2006 (3 tours, 8 équipes + groupe mondial II, play-offs I et II) :  Israël déclare forfait en play-offs II contre l’Indonésie.
- 2007 (3 tours, 8 équipes + groupe mondial II, play-offs I et II) : après une victoire en groupe mondial II contre le Canada,  Israël l’emporte en play-offs I contre l’Autriche.
- 2008 (3 tours, 8 équipes + groupe mondial II, play-offs I et II) : après une défaite en 1/4 de finale du groupe mondial contre la Russie,  Israël s'incline en play-offs I contre la République tchèque.
- 2009 (3 tours, 8 équipes + groupe mondial II, play-offs I et II) : après une défaite en groupe mondial II contre l’Ukraine,  Israël s'incline en play-offs II contre l’Estonie.

### 2010 - 2015
- 2010 - 2011 - 2012 - 2013 - 2014 - 2015 :  Israël concourt dans les compétitions par zones géographiques.

## Bilan de l'équipe
Résultats des confrontations entre  Israël et ses adversaires les plus fréquents (3 rencontres minimum dans les groupes mondiaux).
| # | Adversaires | Rencontres | Victoires | Défaites | % victoires |
| - | ----------- | ---------- | --------- | -------- | ----------- |
| 1 | Indonésie   | 3          | 2         | 1        | 67 %        |
| 2 | Italie      | 3          | 0         | 3        | 0 %         |

## Bilan des joueuses les plus sélectionnées
Ce bilan est calculé sur la base des rencontres officielles des groupes mondiaux et barrages I et II. Les rencontres des tableaux dits de « consolation » et celles par « zones géographiques » ne sont pas prises en compte. Les joueuses comptant moins de 5 sélections ne sont pas reprises dans le tableau.
| #  | Joueuses          | De   | à    | Sélections | Matchs | Victoires | Défaites | % victoires |
| -- | ----------------- | ---- | ---- | ---------- | ------ | --------- | -------- | ----------- |
| 1  | Anna Smashnova    | 1992 | 2003 | 7          | 12     | 1         | 11       | 8 %         |
| 2  | Hagit Zubary      | 1976 | 1980 | 5          | 9      | 0         | 9        | 0 %         |
| 3  | Ilana Berger      | 1986 | 1991 | 12         | 21     | 10        | 11       | 48 %        |
| 4  | Limor Zaltz       | 1989 | 1993 | 10         | 10     | 3         | 7        | 30 %        |
| 5  | Orly Bialistozky  | 1980 | 1984 | 9          | 15     | 6         | 9        | 40 %        |
| 6  | Paulina Peisachov | 1974 | 1980 | 8          | 16     | 2         | 14       | 13 %        |
| 7  | Rafeket Binyamini | 1981 | 1984 | 8          | 14     | 7         | 7        | 50 %        |
| 8  | Sagit Doron       | 1983 | 1986 | 5          | 6      | 2         | 4        | 33 %        |
| 9  | Shahar Peer       | 2003 | 2009 | 7          | 19     | 9         | 10       | 47 %        |
| 10 | Tzipora Obziler   | 2001 | 2009 | 9          | 24     | 8         | 16       | 33 %        |
| 11 | Yael Segal        | 1988 | 1993 | 12         | 14     | 4         | 10       | 29 %        |